# Anthony Henday

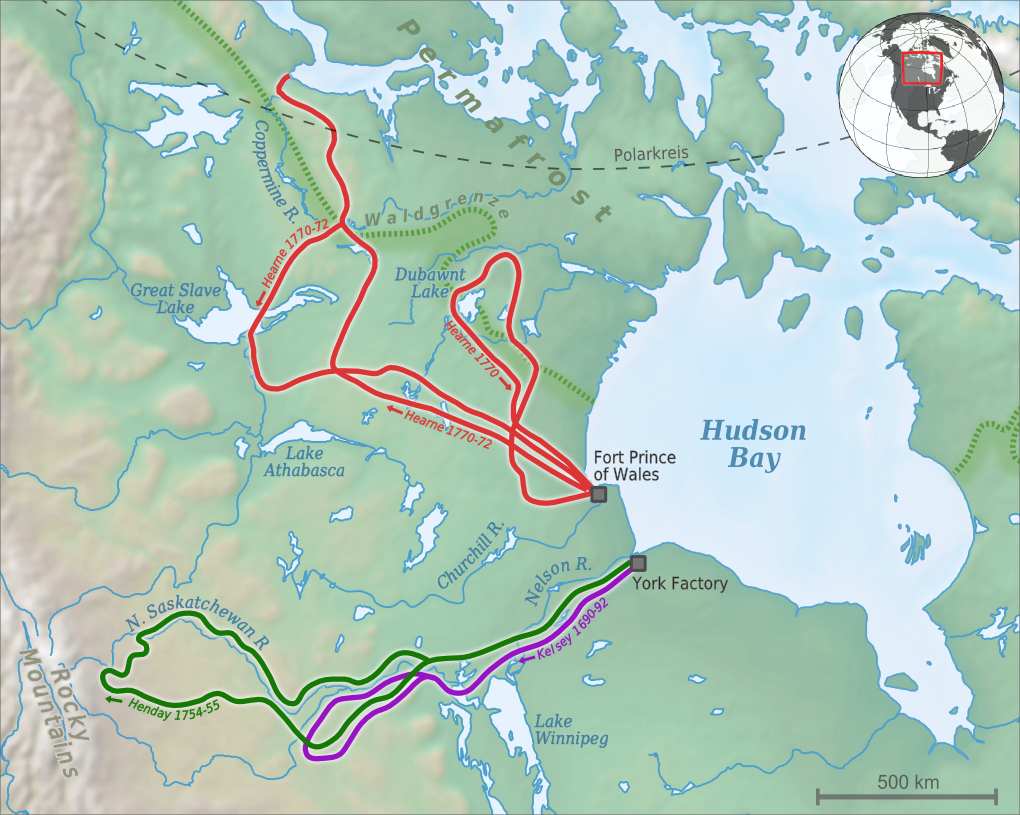
Mapa que recoge las principales exploraciones del interior desde la bahía de Hudson: la expedición de Henday (1754-55) está en verde.

Anthony Henday (isla de Wight, ? — 1762)  fue un comerciante de pieles y explorador inglés que es recordado por ser uno de los primeros hombres blancos en explorar el interior del noroeste de Canadá. Sus exploraciones fueron autorizadas y financiadas por la Compañía de la Bahía de Hudson, debido a su preocupación por La Vérendrye y otros comandantes occidentales franceses que estaban canalizando el comercio de pieles del noroeste a sus fuertes. Henday se ofreció para realizar una expedición a ese territorio. 

## Biografía
Anthony Henday era nativo de la isla de Wight, un pescador que fue condenado por contrabandista y que se unió a la Compañía de la Bahía de Hudson (Hudson's Bay Company, HBC) en 1750 como fabricante de redes y obrero. Henday adquirió cierta experiencia en los viajes al interior después de llegar a York Factory. El 26 de junio de 1754, partió con un grupo de indios de las llanuras. Está documentado que pasaron por el fuerte francés de Paskoya Fort, donde pudo haber conocido a La Corne, el comandante occidental en ese momento.
En octubre de 1754, Henday y su grupo llegaron a lo que hoy es la provincia de Alberta partiendo de la York Factory con la misión de encontrar a los nativos pies negros (Blackfoot) y tal vez comerciar con ellos. Después de recibir una indefinida respuesta de los pies negros (que Henday tomó como un «no»), el grupo viajó de regreso a la fábrica de York, con noticias de que habían explorado la zona y de su reunión con los pies negros. Dada la respuesta insatisfactoria, no hubo más expediciones a Alberta.
Este viaje, y otros posteriores, llevaron a Henday por gran parte de las praderas de lo que ahora son las provincias de Saskatchewan y Alberta, y, aunque su diario no siempre puede ser analizado en un contexto moderno, es evidente que consiguió llevar mucho comercio a York Factory. Los registros muestran que también comerció con los franceses en Fort Saint-Louis (Fort de la Corne) y en Fort Paskoya, que estaban en la ruta hacia la bahía de Hudson. Dejó el servicio de la HBC en 1762, en gran parte porque sus esfuerzos para la compañía, al menos en su opinión, no habían sido debidamente reconocidos.

## Reconocimientos
Algunos lugares llevan su nombre, como la Anthony Henday Drive, una gran carretera de circunvalación en Edmonton.